# Вопрос о насильственном характере крещения Руси

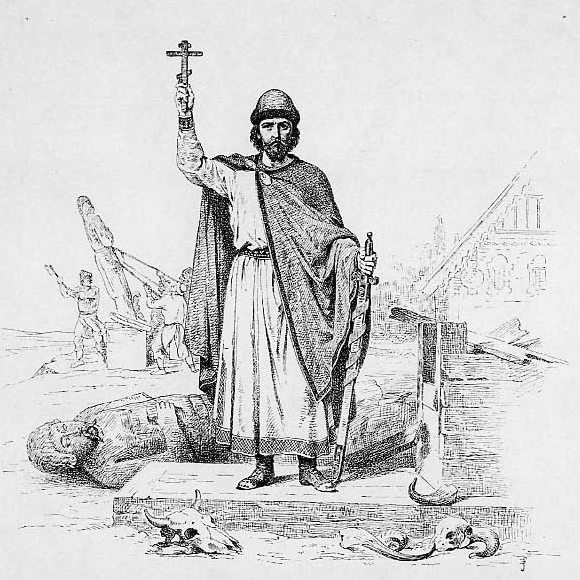
Владимир Святославич над поверженным язычеством (Великий князь Владимир Равноапостольный, Василий Верещагин, 1896)

По вопросу о насильственном характере крещения Руси и масштабах насилия в исторической науке существуют различные точки зрения.
Наиболее ранние исторические источники не сообщают о каком-либо насилии при крещении Руси: ни со стороны других государств, ни со стороны властей из Киева. Не известно практически никаких материальных подтверждений (пожарища, бегство или гибель населения и др.) массовости общественных потрясений, которые сопровождали крещение. Летописи сообщают о мятежах приверженцев языческой веры и о репрессиях против них как об исключительных событиях, происходивших позднее крещения, уже в XI и последующих столетиях. Отсутствуют сведения о преследованиях языческого жречества. Сообщается только о подавлении нескольких выступлений с участием волхвов, но в более поздний период и на периферийных землях. В литературе имеют место ссылки на сообщения о некотором сопротивлении крещению с вооружённым противостоянием, в частности, при крещении Новгорода, но эти сведения недостоверны, поскольку основаны на позднейших легендах и домыслах.
Несмотря на это, в литературе Новейшего времени выражение «огнём и мечом» стало хрестоматийной характеристикой крещения русских земель при князе Владимире. В советский период концепция насильственного крещения Руси стала практически общепринятой. Некоторые историки и вслед за ними публицисты и писатели изображают картины кровавого подавления массовых восстаний, поголовного уничтожения сопротивляющихся языческих жрецов и др. Особенно сильно воздействует этот стереотип на учебную и научно-популярную литературу.

## Историография
По мнению А. А. Шахматова и Н. М. Гальковского, на части территорий христианство насаждалось силой; при этом уничтожались культовые сооружения язычников, сопротивлявшиеся подвергались репрессиям.
Советский историк С. В. Бахрушин писал, что в больших городах, таких как Киев и Новгород, жителей крестили, «загоняя в реку их, как стадо»; одни крестились добровольно, а другие из-за страха перед повелевавшими. Но масса населения оставалась языческой еще в XI веке. Мнение, что крещение киевлян и распространение христианства в других землях Руси сопровождалось принуждением и насилием высказывал советский религиовед Н. С. Гордиенко.
По словам А. М. Панченко, монокультура всегда навязывается сверху и, как правило, сопровождается насилием. Он писал, что новая вера и соответственно новая культура на Руси вводилась принудительно, о чём говорит и «Повесть временных лет».
Историк С. В. Алексеев писал, что на основе большинства письменных и археологических источников складывается впечатление мирного и отчасти формального принятия христианства горожанами около 988 года. Крещение проводилось под несомненным воздействием верховной власти, но, вероятно, не сопровождалось ни репрессиями, ни массовыми силовыми протестами. Учёный указывает на высокий сакральный авторитет княжеской власти в мировоззрении древних славян, который, по его мнению, содействовал первоначальному — но ещё формальному — успеху христианской религиозной реформы Владимира.
Алексеев отмечает, что ко времени Владимирова крещения христианство проповедовалось на Руси уже больше века. Крещение приняла ещё бабка Владимира княгиня Ольга. Позднее, к концу её жизни, когда под покровительством ее сына Святослава усилилась «языческая партия», Ольга уже «имела пресвитера втайне» — то есть христианские обряды теперь невозможно было отправлять открыто даже княгине.
По мнению Алексеева, о ходе крещения можно судить на примере Ростовской земли. Первый епископ Леонтий появился в Муроме между 1032 и 1051 годами, где погиб от рук язычников после первых успехов проповеди, что произошло, скорее всего, в 1070-х — 1080-х годах. Факты в ряду убийств Леонтия или просветителя вятичей Кукши, погибшего в начале XII века, свидетельствуют о том, что проповедников не сопровождала достаточная вооруженная сила. Обращение Ростова завершили труды последующих проповедников — второго епископа Исайи и преподобного Авраамия Ростовского, сокрушившего идола Велеса в Чудском конце, который был главным объектом местного языческого культа; его деятельность происходила в последней четверти XI — началу XII веке. Ситуация в Ростове и Муроме демонстрируют, что и «принудительность» крещения со стороны Владимира имела во многом условный характер. Киевский князь в этот период не обладал карательным аппаратом, достаточным для принуждения подданных к массовому крещению — в условиях сохранения племенной структуры, включая племенные ополчения. Это в особенности относилось к финским племенам северо-запада — муроме, ростовской мере. Не крестились по указу Владимира также вятичи.
Представление, что массовые репрессии против язычников замалчивали христианские летописцы, опровергается летописными известиями, что в XI или в начале XIII веке власти карали волхвов. Имеются сведения, что ещё во второй половине XI века волхвы на Руси действовали довольно свободно. Так, они действовали были в Полоцке при дворе князя Брячислава во второй четверти XI в. О его сыне Всеславе в «Повести временных лет» сказано: «Его же мать родила от волхвования. Когда ведь мать родила его, была рубашка на голове его. Рекли ведь волхвы матери его: „Эту рубашку навяжи на него, да носить ее до конца живота своего“, ее же носит Всеслав и до сего дня на себе; потому-то не милостив на кровопролитие». Всеслава самого «Слово о полку Игореве» изображает чародеем-оборотнем. К языческой тематике близки известные из того же источника придворные «песнотворцы», включая «вещего» Бояна, «Велесова внука», которому приписана магическая сила. В 1071 году волхв появился в самом Киеве и беспрепятственно проповедует какое-то время. Волхвы подвергались преследованиям лишь, когда они поднимали мятеж против власти, учиняли насилие.
Уже крещёная Русь и в XI веке не имела правовой базы для пресечения проповеди волхвов и отправления языческой обрядности. «Русская Правда» и даже церковно-правовой «Устав Ярослава», который подновлялся веками, не содержат наказаний за «волхвование» или языческую обрядность. Устава Ярослава свидетельствует, что княжеская власть доверила церковному суду преследовать некоторые языческие обычаи, в основном «блудного» характера, но вне какой-либо связи с язычеством. Предпринимались попытки отлучить от общины, изолировать некрещёных язычников. Единственные нормы, которые прямо карали за языческую обрядность, относятся к женскому ведовству: «Если жена будет чародейка, или наузница, или волхва, или зелейница, муж, обличив, да накажет ее, не уклоняясь, (митрополиту 7 гривен)». Этого дополнения о штрафе нет в Основном изводе Пространной редакции и, видимо, оно появилось позже. Данная норма, скорее всего, возникла сравнительно поздно, около XIII века и имеется не во всех обработках Пространной редакции, то есть не считалась самой важной. В первоначальном виде эта статья полностью доверяет наказание жены её мужу. Поздний (не позднее середины XV века) Археографический извод Пространной редакции вместе с упоминанием о штрафе добавляет также статью «А по сим винам разводить мужа с женою». Она восходит к византийскому Номоканону и читается также в ещё более поздних Архивском изводе и Румянцевской редакции Устава. Среди «вин» приведена и следующая: «Если жена будет помимо мужа своего воли ходить по игрищам днем или ночью, муж будет отговаривать, а она не послушает — развести ее».
В ближайшие более поздние десятилетия о каких-либо преследованиях языческих волхвов ничего не сообщается. Археология и многочисленные поучения против язычества свидетельствуют, что языческая обрядность отправлялась свободно свободном при упорном, но мирном противостоянии этому православного духовенства. Под 1227 годом в Новгородской первой летописи сообщается: «Того же лета сожгли волхвов 4, обвиняя их, что порчу наводили, а то Бог весть; и сожгли их на Ярославовом дворе».
Русские иерархи, как многие их современники на Западе, сомневались в самом существовании и эффективности колдовских «потворов». Вера рассматривалась ими как достаточная защита для христианина от бесовских ухищрений. По этой причине и репрессии против волхвов, они могли считать излишними и даже вредными, поскольку репрессивная борьба создавала впечатление силы врага. Епископ Серапион Владимирский (умер в 1275) в своих речах неоднократно порицал горожан за сожжение подозревавшихся в колдовстве: «Великую печаль имею в сердце о вас, чада, ибо вы… держитесь языческих обычаев, веруете в волхвов и сжигаете людей, ни в чем невинных. Из каких книг вы слышали, будто от колдовства на земле наступает голод или что колдовством хлеба умножаются? Не Бог ли правит Своим творением, как хочет?… кто веру крепкую держит к Богу, над тем чародеи не властны».
Алексеев писал, что полноценное утверждение христианства стало следствием не одномоментного крещения в речных водах, а длительной деятельности православных миссионеров в разных частях Руси. Эта работа растянулась на многие столетия, а настоящий перелом наступил уже в эпоху когда борьба с ордынским владычеством вызвала консолидацию.

## Крещение киевлян
Крещение киевлян произошло, согласно «Повести временных лет», следующим образом. Владимир сокрушил бывшие в городе идолы, отдал вечером жителям приказ явиться всем на другой день утром на реку для купания (что есть крещение как внешнее действие) в новую веру:
«Если не придет кто завтра на реку [Почайну] — будь то богатый, или бедный, или нищий, или раб, — будет мне врагом». Услышав это, с радостью пошли люди, ликуя и говоря: «Если бы не было это хорошим, не приняли бы этого князь наш и бояре».
«Аще не обрящеться кто заутра на рѣцѣ [Почайнѣ], богатъ ли, убогь, или нищь, или работенъ — противникъ мнѣ да будеть». И се слышавше, людье с радостью идяху, радующеся и глаголаху: «Аще бы се не добро было, не бы сего князь и бояри прияли».
Согласно «Повести временных лет», утром Владимир вышел со священниками на реку, туда же пришло множество киевлян. Жители Киева вошли в воду и стояли там одни, погрузившись до шеи, другие — по грудь, молодые же — у берега по грудь, некоторые держали младенцев, а взрослые бродили, попы же, стоя, совершали молитвы.

Автор «Слова о законе и благодати» Иларион (будущий первый русский по происхождению митрополит Киевский) так описал крещение киевлян: Владимир крестившись сам, 
заповеда по всей земли своей креститися… и все быти крестьянам, малыим и великиим, рабом и свободным, юным и старым, богатым и убогим; и не бысть ни одного же противящася благочестному его повелению, да аще кто и не любовию, но страхом повелевшего крещахуся, понеже бе благоверие его с властию сопряжено.
Летописи отмечают, что первые попытки забрать детей «нарочитой чади» в «учение книжное» вызвали страх их матерей: «как по мертвецам плакались». Это сообщение указывает на вполне естественное недоверие к новой вере.
О насильственности приобщения к новой вере киевлян писали многие историки церкви. Так, архиепископ Макарий (Булгаков) указывал: «Не все, принявшие тогда у нас святую веру, приняли её по любви, некоторые — только по страху к повелевшему; не все крестились охотно, некоторые — неохотно». Е. Е. Голубинский утверждал, что «Нежелавших креститься было весьма много как в Киеве, так и вообще во всей Руси». Того же мнения придерждивался и архиепископ Филарет (Гумилевский). Явно признавали насильственный характер христианизации жителей Киева и авторы дореволюционной церковной периодики. Так, священник М. Морев комментировал летописный рассказ о крещении киевлян: «Многие не желали креститься: одни по нерешительности, в которой прежде долго находился и сам князь Владимир, другие по упорству; но последние не желали слушать и проповеди… Ожесточенные приверженцы старой веры бежали в степи и леса» (Приходская жизнь, 1911). В том же духе пересказывает летопись архимандрит Макарий. Он констатирует, что многие киевляне «явились на реку из страха перед князем», и далее пишет: «Крестились одновременно очень много киевлян. Но нашлись и такие, которые не хотели слушать ни проповедей духовенства, ни приказания князя: они бежали из Киева в степи и леса».
Историк С. М. Соловьёв в своей «Истории России с древнейших времён» охарактеризовал мнения среди киевлян следующим образом: «многие с радостию крестились; но больше оставалось таких, которые не соглашались на это; между ними были двоякого рода люди: одни не хотели креститься не по сильной привязанности к древней религии, но по новости и важности дела, колебались точно так же, как, по преданию, колебался прежде и сам Владимир; другие же не хотели креститься по упорной привязанности к старой вере; они даже не хотели и слушать о проповеди». Уровень насилия в процессе крещения историк описал так: «Некоторые шли к реке по принуждению, некоторые же ожесточенные приверженцы старой веры, слыша строгий приказ Владимира, бежали в степи и леса».
Голубинский в отношении киевлян писал: «Всякое правдоподобие требует предполагать, что было некоторое, а может быть и немалое, количество таких, которые остались глухи к проповеди и в глазах которых князь и бояре были отступниками от староотеческой веры. Одни из таких людей могли быть заставлены повиноваться угрозами или даже прямо силой, а другие, вероятно, не были заставлены никакими средствами и или искали спасения в бегстве или сделались, так сказать, языческими мучениками».
Историк Н. М. Никольский в своей монографии «История русской церкви» (1931) считал, что крещение других слоев населения в Киеве, кроме дружинников, было насильственным («население приходилось загонять в христианский рай дубиной»), киевлян по приказу князя Владимира согнали к реке и крестили. По мнению Н. С. Гордиенко, эта работа Никольского рассчитана как на лиц, занимающихся изучением и пропагандой научного атеизма, так и на широкий круг читателей, проявляющих интерес к марксистскому освещению истории религии и церкви, к критическому анализу религиозной идеологии.
Из повествований о крещении киевлян современные церковные авторы использует фразы о том, что «с радостью пошли люди», «не бысть ни единого же противящася», и утверждают, что крещение жителей Киева прошло при всеобщем ликовании, не вызывая не только противодействия, но и неудовольствия. Эти авторы стремятся отстоять очень важный для церкви тезис богооткровенности христианства и промыслительности процесса утверждения христианской веры на Руси. При этом они признавали, что крещение киевлян не обошлось без угроз и принуждения, чинимого княжеской властью.
Н. С. Гордиенко описывал крещение как выгодное только князю и его окружению, формировавшемуся сословию феодалов и купцам, потому что эта религия и идеология насаждала дух покорности и оправдывала привилегированное положение верхов, но не простому народу, который принимал новую религию неохотно, по принуждению («не адаптированная к условиям жизни приднепровских славян и потому не находившая отклика в их душах, государственная идеология Византийской империи»). Гордиенко предполагает, что были среди киевлян и те, кто «протестовал против крещения простейшим и доступным им способом — убегал из Киева, надеясь в степной и лесной глуши сохранить прежнюю веру».
С. В. Алексеев писал, что разрушение идолов при Владимире было не первым на памяти того поколения киевлян. Ещё Ольга, вернувшись из Константинополя в 957 году, по словам первого русского агиографа Иакова Мниха, «требища бесовские сокрушила». Алексеев предполагает, что княгиня уничтожила старое капище на княжеском дворе.

## Крещение Новгорода
Ранние летописные своды не сообщают подробностей о крещении Новгорода. В сводах XV века упоминается Иоаким Корсунянин как первый епископ, поставленный Владимиром. В литературе сохраняет популярность романтическая формулировка «Иоакимовской летописи», которую привлекал В. Н. Татищев, о крещении Новгорода «огнём и мечом». Иоакимовская летопись большинство исследователей считает компиляцией местного историка конца XVII века, которая была составлена в период возрождения новгородского летописания при патриархе Иоакиме.
Крещение Новгорода «огнём и мечом» стало хрестоматийным примером при изложении истории крещения Руси, поскольку это единственный пример, который может приводиться в подтверждение концепции «насильственного крещения», ставшей практически общепринятой в советский период.
В современной историографии проблемы христианизации Новгорода остаются дискуссионными. Следы пожара в Новгороде, обнаруженные при археологических раскопках и датируемые 972—989 годами, позволяют некоторым современным исследователям усматривать исторические реалии за формулировками «Иоакимовской летописи», о чём писали, в частности, В. Л. Янин (2004), А. Е. Мусин (2002). По мнению историка В. Я. Петрухина, новгородский пожар мог быть связан с социальными или конфессиональными конфликтами последней четверти X века, но сомнительно, что он вдохновил составителя предания о крещении новгородцев на применение расхожей книжной (латинской) формулы о крещении «огнём и мечом».
Историк С. В. Алексеев подверг критике часть Иоакимовской летописи, рассказывающую о крещении Новгорода, указывая на внутренние противоречия текста и несоответствие другим новгородским источникам и археологическим данным. Особое внимание он уделил вставкам Татищева, отсутствовавшим в рукописи историка (в выписках) и появившимся в окончательном тексте. В частности, вставкой оказались сведения о том, что восстание против крещения возглавлял языческий жрец Богомил по прозвищу Соловей.

## Крещение других земель
Достоверные исторические источники не сообщают о сопротивлении и протестах в эпоху Владимира. Однако христианизация всего населения Руси являлась длительным процессом. Летописи сообщают о волнениях в некоторых городах и местностях Руси в более позднее время, в XI веке. В той или иной мере протестующими использовались отсылки к язычеству. Так, в Суздале в 1024 году прошли волнения, вызванные голодом, активное участие в которых приняли языческие волхвы, где «избивали старую чадь по дьяволову наущенью и бесованью, говоря, будто те удерживают обилие». Сам князь Ярослав Мудрый «поймав волхвов, заточил, а других казнил». Под 1071 годом (в действительности события происходили, вероятнее всего, в 1074 году) «Повесть временных лет» описывает деяния киевского боярина Яна Вышатича в Верхнем Поволжье. На Руси в то время был сильный голод и начались волнения, направленные против властей. Яну пришлось подавлять эти выступления и даже вести богословский спор с волхвами, которых летопись представляет как вождей протестных действий. Ян выдал волхвов кровным родственникам убитых ими. Восстание против князя и епископа в Новгороде в 1071 году также возглавлял волхв. Волнения состоялись во время веча, но были пресечены решительными действиями князя Глеба Святославича и его дружины. Глеб самолично зарубил топором волхва, который поднял смуту. В 1091 году «волхв явился в Ростове, а вскоре погиб».